# Malleval (Loara)
Malleval – miejscowość i gmina we Francji, w regionie Owernia-Rodan-Alpy, w departamencie Loara.
Według danych na rok 1990 gminę zamieszkiwało 427 osób, a gęstość zaludnienia wynosiła 84 osoby/km² (wśród 2880 gmin regionu Rodan-Alpy Malleval plasuje się na 1210. miejscu pod względem liczby ludności, natomiast pod względem powierzchni na miejscu 1509.).